# Кортеконсепсион
Кортеконсепсион (на испански: Corteconcepción) е населено място и община в Испания. Намира се в провинция Уелва, в състава на автономната област Андалусия. Общината влиза в състава на района (комарка) Сиера де Уелва. Заема площ от 49 km². Населението му е 607 души (по преброяване от 2010 г.). Разстоянието до административния център на провинцията е 114 km.

## Демография
| 1996 | 1998 | 1999 | 2000 | 2001 | 2002 | 2003 | 2004 | 2005 | 2006 |
| ---- | ---- | ---- | ---- | ---- | ---- | ---- | ---- | ---- | ---- |
| 689  | 680  | 703  | 672  | 678  | 671  | 632  | 633  | 620  | 615  |